# Felix Kiessling
Felix Kiessling (* 1. Januar 1980 in Hamburg) ist ein zeitgenössischer deutscher Bildender Künstler.

## Leben und Werk
Kiessling studierte von 2008 bis 2014 Bildende Kunst an der Universität der Künste Berlin. Sein Studium schloss er als Meisterschüler von Ólafur Elíasson am Institut für Raumexperimente ab.
Kiessling untersucht und veranschaulicht in seinen Projekten die Erfahrung von Raum und Zeit. In seinen künstlerischen Installationen interveniert er in Landschaften und in Räume. Dabei entstehen Skulpturen, Zeichnungen und Dokumentationen über die Wahrnehmung und die Dimensionalität von Raum, Zeit und Ort. In der Installation Zeitzeichnung in der Ausstellung I shall willingly pause bewegte sich der Zeiger einer großen Uhr und schleifte einen handgefertigtenen Wachsmalstein hinter sich her. Bei jeder Umrundung des Zeigers hinterließ der Wachsmalstein eine andere Spur, weil unkontrollierbare Einflüsse auf den Ablauf einwirkten und zu minimalen Ungenauigkeiten führten.
Kiessling erhielt Projekt- und Künstlerstipendien u. a. vom Goethe-Institut Berlin, dem deutschen Auswärtigen Amt und dem Bundesministerium für Bildung und Forschung (Kunst- und Forschungsstipendium).
Er lebt und arbeitet in Berlin.

## Ausstellungen (Auswahl)
- 2010: Neuordnung, Alexander Levy, Berlin
- 2011: Without Destination, Reykjavik Art Museum, Reykjavik
- 2011: Das Numen H2O, Festival Über Lebenskunst, Haus der Kulturen der Welt, Berlin
- 2011: fragments of an unknown city, Krasnoe Znamya/Red Banner Factory, St. Petersburg
- 2011: Berlin 2000–2011 – Playing among the Ruins, Museum of Contemporary Art Tokyo
- 2012: Marrakech Biennale 2012: Higher Atlas, Koutoubia Cisterns, Marrakesch
- 2014: Future Nows Festival, Neue Nationalgalerie, Staatliche Museen zu Berlin
- 2014: One Place Next To Another, Winzavod Center for Contemporary Art, Moskau
- 2014: Walk in Progress, Vitamin Space, Guangzhou
- 2016: 5th Moscow International Biennale for Young Art, Moskau
- 2016: Desert Now, Steve Turner, Los Angeles
- 2016: Anatomy of Restlessness, Galleria Mario Lannelli, Rom
- 2017: Neuordnung II, Alexander Levy, Berlin
- 2017: Festival of Future Nows, Hamburger Bahnhof – Museum für Gegenwart, Berlin
- 2017: Produktion. Made in Germany Drei, Kunstverein Hannover / Sprengel Museum Hannover[2]
- 2018: Die Informale: Videoramas, Buenos Aires
- 2018: Seven Exhibitions, Brandenburgischer Kunstverein Potsdam[3]
- 2019: the only stable thing, Palazzo Contarini del Bovolo, Venedig
- 2019: Trialog, Matucana100 / Galleria Concreta, Santiago, Chile
- 2019: Nature in Art, MOCAK – Museum of Contemporary Art Krakow
- 2019: As a butterfly folded into a caterpillar that will soon unfold, Nicoletti Contemporary
- 2019: I shall willingly pause, Mazzoli Projekt, Düsseldorf
- 2020: So wie wir sind 2.0, Weserburg Museum für moderne Kunst, Bremen[4][5]